# Justicia rigida
Justicia rigida é uma espécie de planta da família Acanthaceae. É endémica do Iêmen. O seu habitat natural consiste em mato subtropical ou tropical seco e planícies de pastagens subtropicais ou tropicais secas.